# Andrew Boyens
 Andrew Boyens  (18 de septiembre de 1983 en Dunedin) es un exfutbolista neozelandés que jugaba como defensor.

## Carrera
Debutó en 2002 en el Dunedin Technical, donde jugó hasta 2003. En 2004 pasó al New Mexico Lobos estadounidense, aunque en 2006 volvió a Nueva Zelanda siendo fichado por el Otago United. En 2007 pasó al Toronto FC, donde permaneció hasta que en 2008 fue contratado por el New York Red Bulls, club en el que se desempeñó hasta 2010. En 2011 tuvo un corto paso por el Chivas USA y en 2012 jugó en Los Angeles Galaxy.
Luego de un tiempo de inactividad, en 2014 se incorporó al Waitakere United, club en el que terminó definitivamente su carrera en 2015.

### Clubes
| Club                  | País           | Año         |
| --------------------- | -------------- | ----------- |
| Dunedin Technical     | Nueva Zelanda  | 2002 - 2003 |
| New Mexico Lobos      | Estados Unidos | 2004 - 2005 |
| Otago United          | Nueva Zelanda  | 2006 - 2007 |
| Toronto Football Club | Canadá         | 2007 - 2008 |
| New York Red Bulls    | Estados Unidos | 2008 - 2010 |
| Chivas USA            | Estados Unidos | 2011        |
| Los Angeles Galaxy    | Estados Unidos | 2012        |
| Waitakere United      | Nueva Zelanda  | 2014 - 2015 |

### Selección nacional
Representó en 19 ocasiones a Nueva Zelanda. Ganó la Copa de las Naciones de la OFC 2008 y fue uno los 23 neozelandeses que participaron en la Copa Mundial de Sudáfrica 2010.

## Palmarés

### Campeonatos nacionales
| Título   | Club               | País           | Año  |
| -------- | ------------------ | -------------- | ---- |
| Copa MLS | Los Angeles Galaxy | Estados Unidos | 2012 |

### Nueva Zelanda
| Título                         | Año  |
| ------------------------------ | ---- |
| Copa de las Naciones de la OFC | 2008 |